# Cá khế chấm vàng
Cá khế chấm vàng, tên khoa học Carangoides ferdau, là một loài cá biển trong họ Carangidae.